# 안토노프 An-2
안토노프 An-2 복엽 수송기는 단발엔진을 갖춘 소련제의 복엽 수송기로서, 시속 160km의 저속·저공비행과 레이더 회피가 가능한 경수송기다. 실속으로 추락한 경우가 단 한 번도 없어 정확한 실속값은 알 수 없다. 그러나 실속값은 약 50km로 추정된다.
An-2 동체는 실내 공간을 넓게 하기 위해 Semio-Monocoque 구조로 설계되었으며, 기골과 표피는 가벼운 합금의 금속으로 제작되었고, 상하날개는 레이다 파를 흡수하는 도료로 피복된 특수천으로 제작되었으며 동체내에는 승객과 화물을 실을 수 있도록 되어 있다.
An-2기는 모두 17회의 설계변경 및 시험비행 등으로 여러 기능 및 용도에 적합하도록 개조되어 생산되었으며 현재까지 생산된 대수는 18,000 여대 이상인 것으로 추정된다.
200m의 짧은 활주로에서도 이착륙이 가능하며 기상 관측 사진 촬영, 낙하산 훈련 및 소규모의 병력 투입 등에 운용되고 있다.

## 북한의 An-2

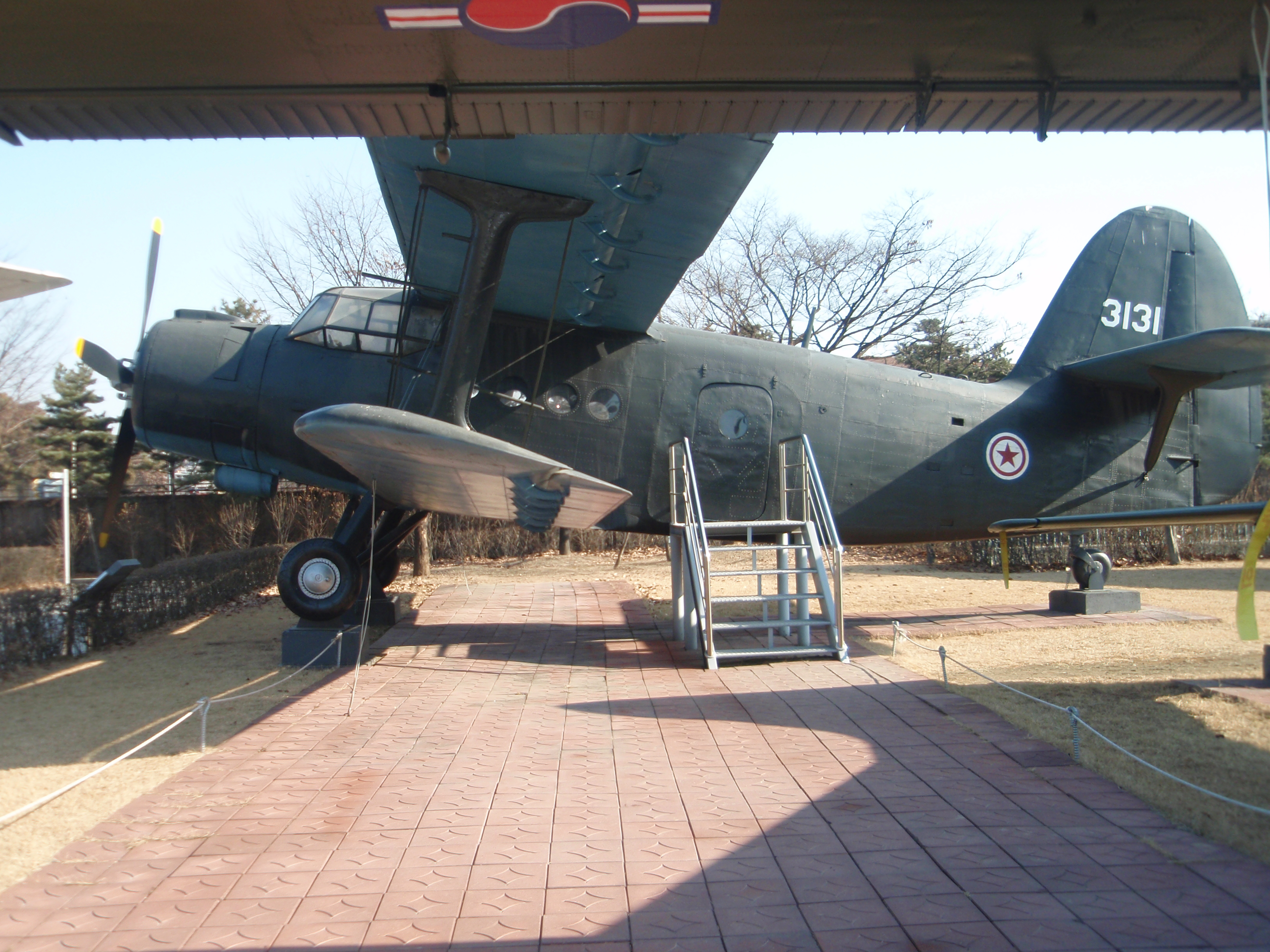
조선인민군 공군의 안토노프 An-2

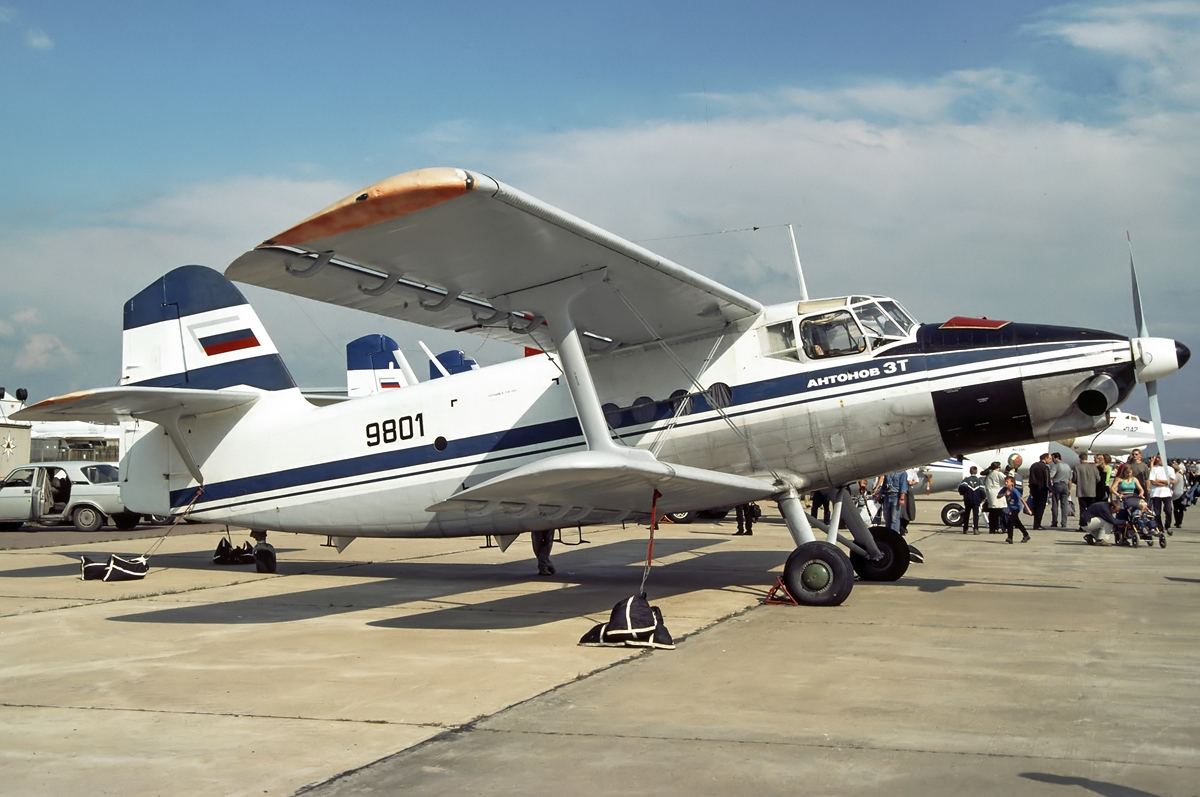
안토노프 An-3

북한이 특수부대용으로 300여 대 보유한 것으로 알려진 An-2기는 대한민국의 깊숙한 후방지역까지 특수부대를 침투시킬 수 있으며, 일부는 폭탄 투하용으로 개조하여 운용하는 것으로 알려졌다. 조선민주주의인민공화국에서 직접 성능을 개량하여 다목적으로 운용하고 있다. 대한민국 육군이 500MD 헬기를 대량 도입한 이유도 이 수송기의 격추에 있을 정도로 저속에 가까운 비행특성을 가지며, 야음을 틈타 대거 남하시 문제가 될 전력중 하나이다.북한의 An-2는 목제 프로펠러에 캔바스제 표면의 주익을 채용하여 레이다 탐지면적이 매우 낮아, 제한된 스텔스 성능을 갖추고 있다고 평가된다. 이에 대해 대한민국 국방부에서는 유사시 특수전 병력이 An-2기를 이용하여 후방기습에 대비 하고 있다. 한편, 국방부 김민석 대변인은 2014년 5월 10일 열린 브리핑에서 An-2기는 동구권에서 농약을 치던 항공기이며, 비행기에 RPG-7를 탑재해서 쏴도 명중률이 낮다고 하였다.

## 운용국
- 러시아 공군 - VIP, 미국 엔진 탑재
- 우크라이나 공군
- 폴란드 공군 - 폴란드의 PZL 미엘텍에서 12,000여 대를 면허생산
- 중국 공군 - Y-5 명칭으로 약 5000여 대 생산 추정
- 북한 - 300여 대
- 동유럽 국가 - 농업용

## 주요 성능 및 제원
일반 특성
- 승무원: 1~2명
- 수송능력: 12명
- 길이: 12.4m
- 높이: 4.1m
- 날개폭
  - 상부: 18.2 m
  - 하부: 14.2 m
- 날개면적: 71.52 m²
- 자체중량: 3.3t
- 적재중량: 5.5t
- 적재량: 2.14t
- 엔진: Shvetsov ASh-62 9기통 슈퍼차저 성형 엔진
  - 프로펠라 수: 1개
  - 출력: 750 kW
- 최고속도: 258 km/h
- 순항속도: 190 km/h
- 실속속도: ~50 km/h
- 항속거리: 845 km
- 적재연료: 1,200 리터
- 상승한도: 4,500 m
- 상승률: 3.5 m/s
- 출력대중량비: 0.136 kW/kg
- 연료소비량: 시간당 평균 185~200 리터

## 개량형
AN-2P
승객수송용
AN-2R
농업용
AN-2S
환자수송용
AN-2TD
군사훈련, 공수투하
AN-2TP
군사훈련, 병력수송
AN-2TPS
승객 및 환자수송
AN-2V
수상용

## 같이 보기
- 안토노프 An-3